# Musée juif de Prague

Le Musée juif de Prague (en tchèque : Židovské muzeum v Praze) est un musée fondé en 1906 dans l'ancien Empire austro-hongrois, qui, paradoxalement, va s'enrichir durant le Troisième Reich pour voir ensuite ses actions bridées sous la direction communiste puis sera rendu à la communauté juive de Tchéquie à la fin du XXe siècle.
Il est l'un des plus anciens musées juifs européens et possède une des collections Judaica exceptionnelle des plus importantes au monde et une abondante documentation des histoires des communautés juives tchèques et moraves.

## Histoire

### Fondation

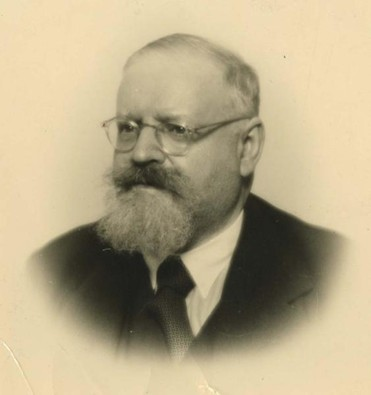
Salomon Hugo Lieben, professeur et muséologue, v. 1928

Le Musée juif de Prague naît en 1906 par la volonté de l'historien et érudit hébreu le Dr. Salomon Hugo Lieben (1881–1942) et d'un représentant du mouvement juif tchèque, le Dr. August Stein (1854–1937) qui deviendra plus tard le chef de la communauté juive de Prague.
Il se situe à côté du bâtiment de la synagogue espagnole de style mauresque achevée en 1868.
Le projet est de documenter l'histoire, les coutumes et les traditions de la communauté juive de Bohême, de Moravie et de Prague, en particulier au moment où le ghetto de Josefov connait une refonte urbaine radicale au début du XXe siècle et, en quelque sorte « perd son âme ». La base de sa collection est constituée d'objets domestiques, synagogaux et de maisons de prière, d'iconographie des grands hommes et du patrimoine…, des éléments disparus lors du réaménagement du ghetto, ce qui rend cette institution d'autant plus urgente,.
Dès 1909, une partie des collections est exposée au musée.

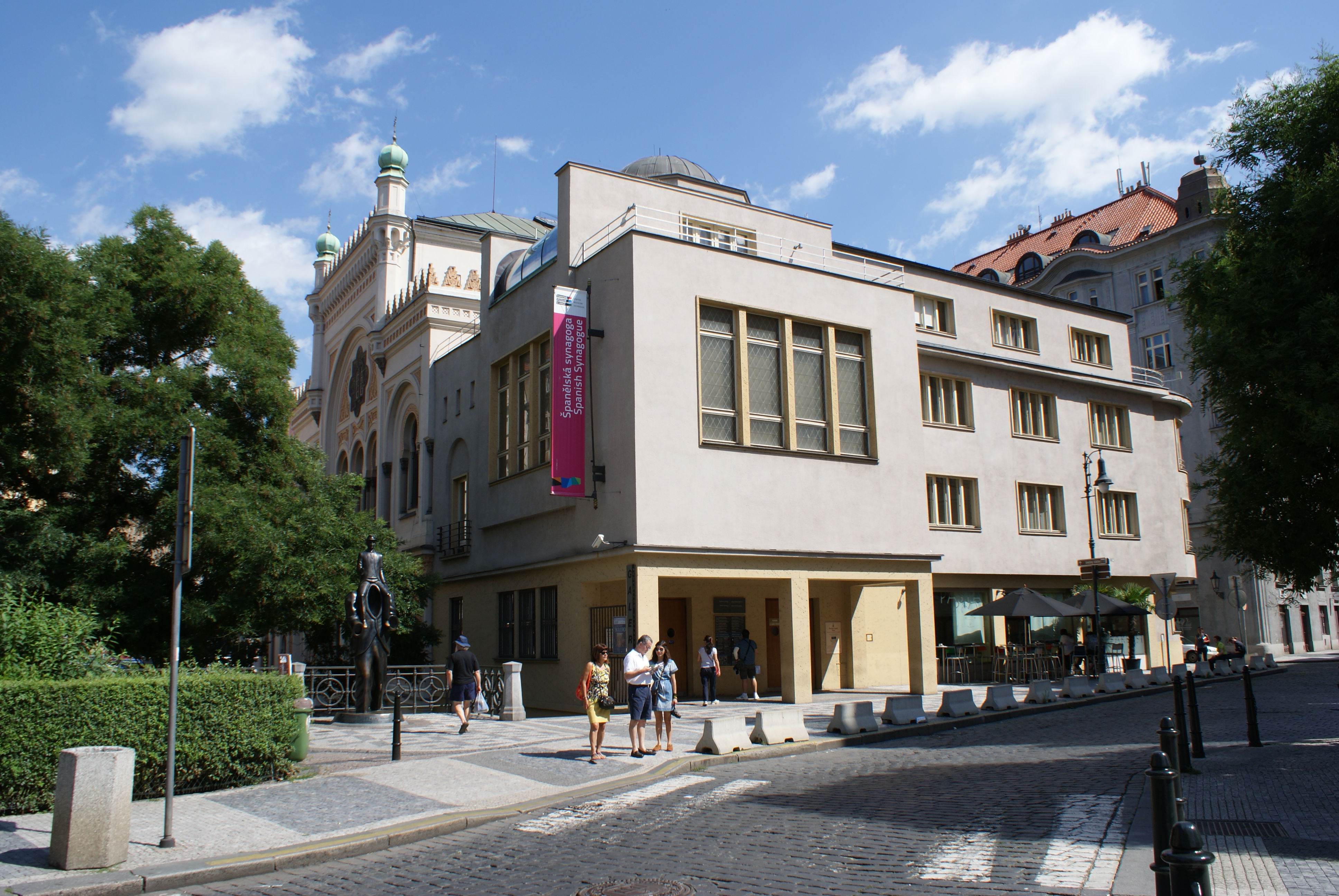
Aile administrative du Musée de Prague, contigu à la synagogue espagnole

### Seconde Guerre mondiale

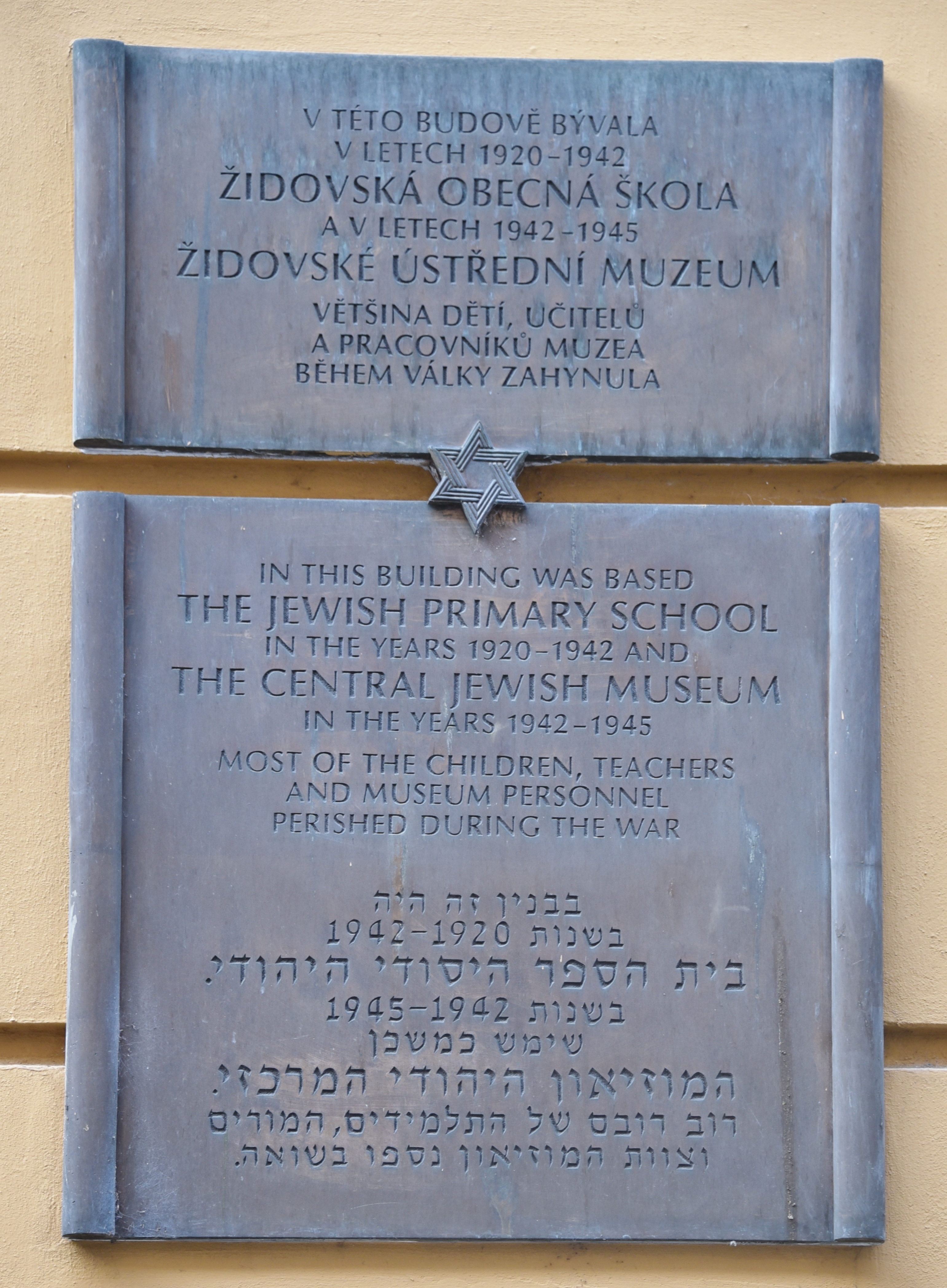
Plaque apposée sur le musée en souvenir des élèves de l'école primaire juive et des membres du personnel du musée qui ont péri dans la Shoah.

Après l'occupation nazie des terres tchèques en mars 1939 et la création du protectorat de Bohême et de Moravie dans une partie de l'ancienne Tchécoslovaquie, le musée est fermé par les Nazis, l'association du musée est dissoute à l'automne 1939 et la collection du musée est reprise par la communauté juive de Prague.
Le musée devient le « Bureau central pour l'émigration juive ». Son nom est ensuite changé en « Bureau central pour l'arrangement de la question juive en Bohême et en Moravie ».
En 1942, par l'intermédiaire du chef du Département des affaires rurales, Karel Stein (1906–1961), il est lancé la création du soi-disant « Musée central juif » (nouvelle appellation) où les conservateurs essaient ainsi de sauver le patrimoine juif des confiscations et destructions. Les Nazis approuvent le projet, même si les intentions d'Albert Speer, collaborateur d'Hitler, sont différentes de celles de ses créateurs. En effet, les Nazis pensent faire de tout le ghetto de Josefov un musée exotique « d'une race disparue » et que le musée devienne un dépôt des traces de toute l'Europe centrale juive, à suite de son extinction,. Y sont ainsi entreposés, numérotés et répertoriés quelque 200 000 objets, des livres et des archives issus des pillages des synagogues et lieux communautaires juifs du protectorat et d'Europe centrale mais majoritairement de ceux des Juifs déportés de Prague et des environs vers les camps de concentration et d'extermination nazis.
Le Musée central juif (Jüdische Zentral Museum) devient ainsi un nom de couverture et un dépôt sûr qui, par l'ironie tragique de son histoire, enrichit sa collection d'oeuvres durant la Seconde Guerre mondiale grâce au Troisième Reich.

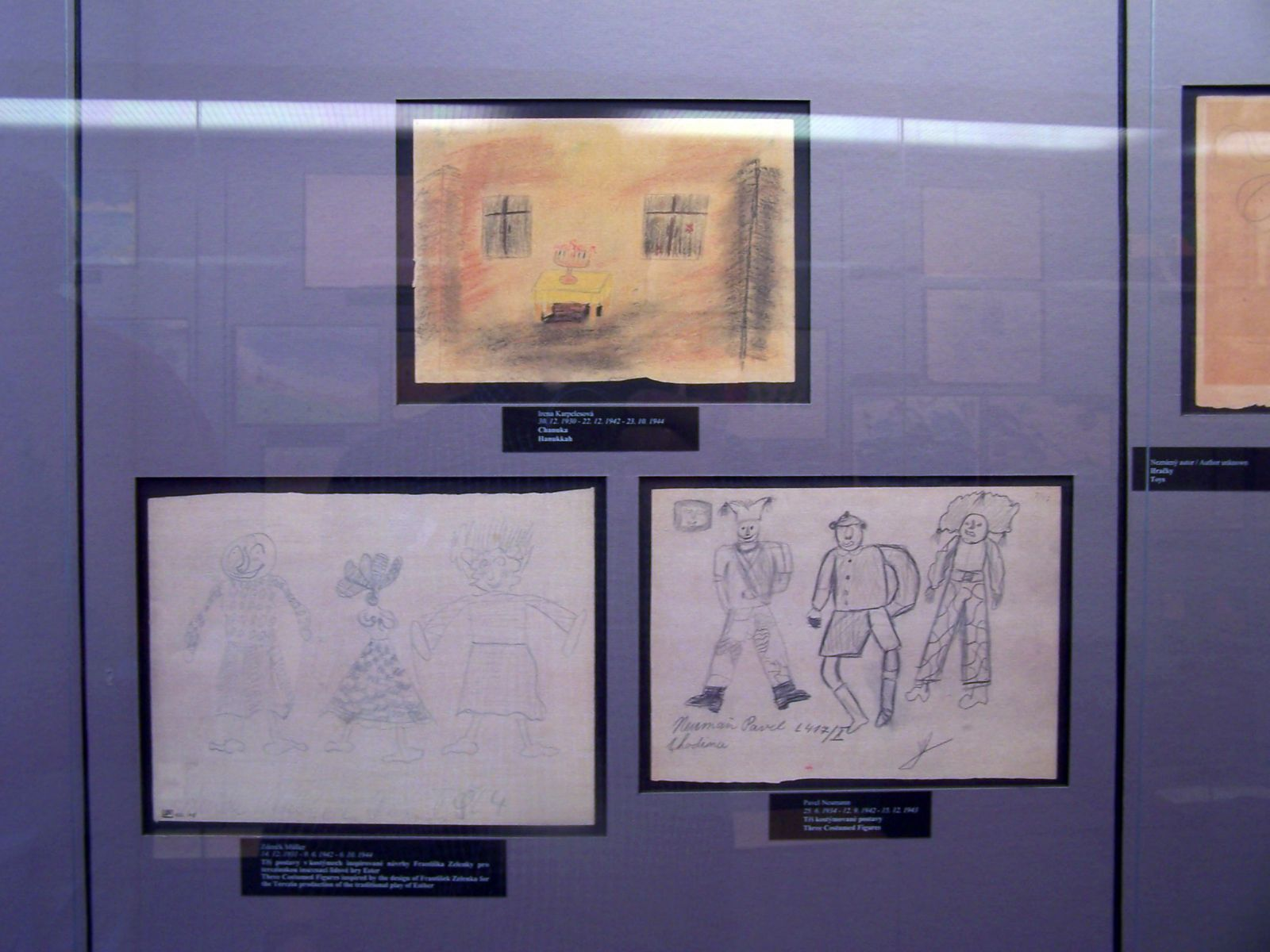
Dessins d'enfants juifs du camp de Theresienstadt, conservés au musée

Les membres du personnel juif qui ont déjà perdu leur famille et travaillent sous la menace constante de déportation et de mort, se consacrent à la préservation de cet héritage, sous la direction de Karel Stein. Ce personnel ne survit que tant qu'il peut prouver qu'il est « utile » aux nazis mais sa très grande majorité est déportée aux camps de Terezin et d'Auschwitz,.
Les efforts de l'historien de l'art et conservateur en chef Josef Polák et de ses collègues, notamment de Tobias Jakobovits et du Dr. Hana Volavkova (1904-1985) permettent à ce musée de fonctionner comme une institution hautement professionnelle et jette les bases du travail professionnel d'aujourd'hui.

### Après-guerre
Après la guerre, une administration nationale est imposée au musée qui rétablit son activité en mai 1945. Seule survivante de l'équipe, Hana Volavkova retourne travailler au musée et devient sa directrice nommée par la communauté. Parmi les personnalités qui y travaillent figure le poète et érudit H.G. Adler qui a sauvé de nombreux documents inestimables du ghetto Theresienstadt pour le musée.
Comme environ 80 000 Juifs tchèques et moraves ont été victimes de la Shoah, il n'y a presque plus personne pour réclamer les objets confisqués par les Nazis et conservés au musée. Le musée a pour nouvelle mission de commémorer la tragédie de la guerre. Sa première exposition après la guerre a lieu le 26 juin 1945.
En plus des objets de la culture matérielle juive, le musée commence également à gérer des livres qui ont perdu leurs propriétaires, qui deviennent une partie de la bibliothèque du musée, qui a été officiellement créée en 1950.
L'État crée ensuite de telles conditions qu'il empêche le successeur légal de toutes les corporations juives, le Conseil des communautés religieuses juives des pays tchèques et moraves-silésiens, de prendre effectivement en charge l'administration du musée avant le coup d'État communiste de février 1948.

### Direction communiste

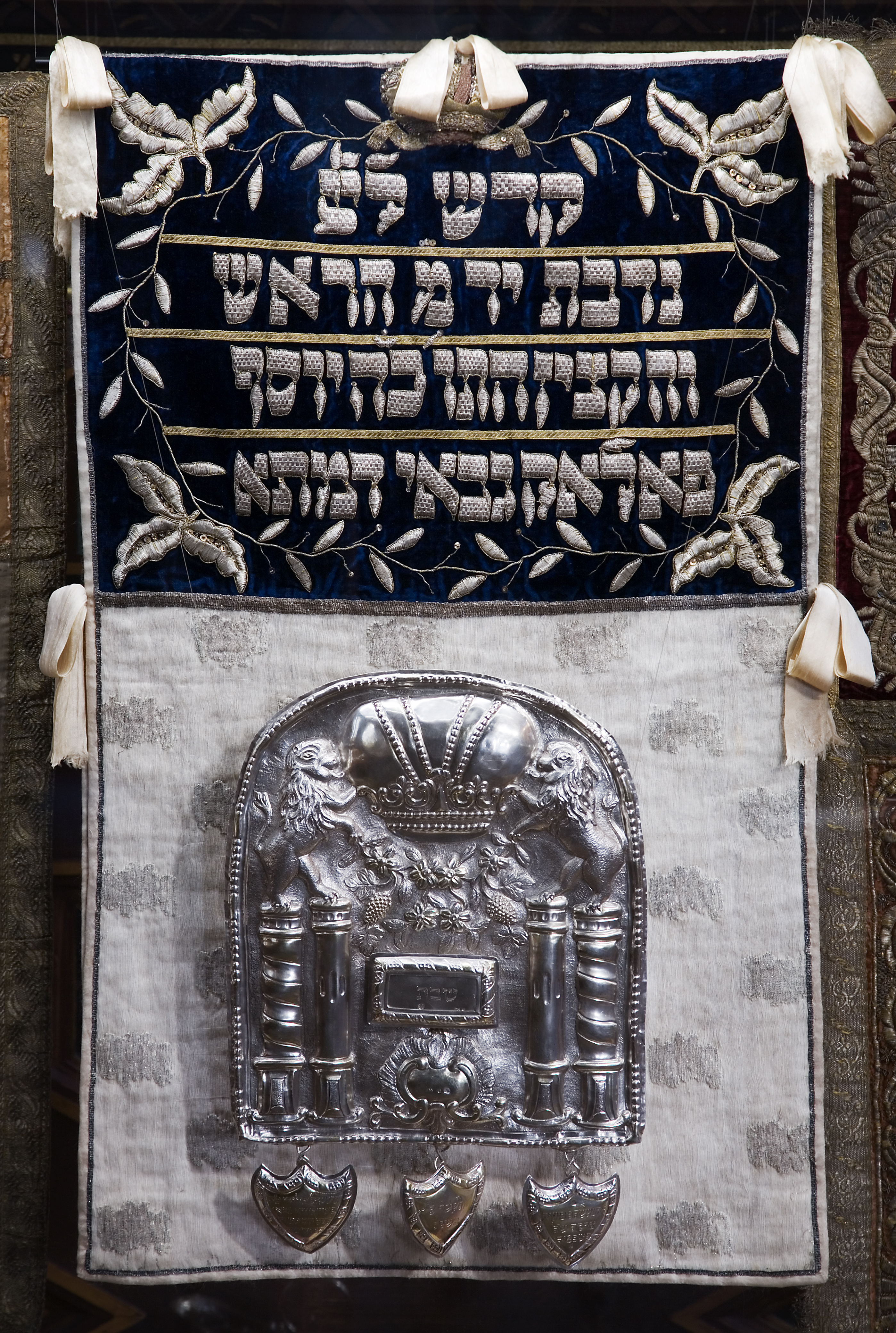
Bouclier de la Torah en argent conservé au musée

Le 4 août 1950, le musée passe sous la direction de l'État communiste tchécoslovaque qui le nationalise et centralise toutes les activités économiques et cultuelles. Son nom est changé en « Musée juif d'État ».
Ses travaux ultérieurs sont marqués par une pression idéologique qui influence considérablement le registre des sujets autorisés par le régime et leur traitement, et empêche le personnel du musée de développer des activités professionnelles et scientifiques indépendantes.
Les sujets apparemment liés à la « campagne pour la paix et contre le fascisme » (clichés favoris des communistes) ont été autorisés mais la campagne contre un autre adversaire idéologique, le sionisme, restreint le fonctionnement du musée presque au point d'exclusion.
Le musée est, par exemple, en partie ouvert aux étrangers mais les chercheurs locaux ne sont pas autorisés à entrer en contact avec leurs collègues à l'étranger. Aussi, il n'y a pas de livres en hébreu, langue qu'il est presque impossible d'apprendre et les personnes rapidement suspectées de sionisme ne sont pas autorisées à accéder à la bibliothèque du Musée juif. L'activité du musée est ainsi suivie de près par les organes de l'État.
Durant cette période, le musée est quelque peu négligé et « perd » un certain nombre d’objets de grande valeur (parfois retrouvés en vente au marché noir).
Dès 1968 et pendant les deux décennies suivantes, jusqu'à ce que le Rideau de fer soit abattu en 1989, la vie culturelle et religieuse de la capitale tchèque est pratiquement réduite au silence par le régime communiste.

### Vers la liberté
Après la chute du régime communiste en 1989, la dissolution de la Tchécoslovaquie en 1992 et l'avènement de la nouvelle République tchèque indépendante, les bâtiments du Musée juif sont rendus à la communauté juive de Prague et à ses responsables en 1994, ainsi que le vieux cimetière juif de Prague. Ludmila Kybalová devient la nouvelle directrice du musée. Grâce à elle, les bâtiments dans lesquels le musée fonctionnait sont restaurés en 1994 ainsi que l'ancien cimetière juif.
La majorité des collections du musée sont reprises à l'État par la Fédération des communautés juives (FJC) de République tchèque, qui sert d'organisation parapluie pour les institutions juives du pays. Le 1er octobre 1994, le Musée juif de Prague est créé en tant qu'institution non gouvernementale et redevient le Židovské Muzeum v Parze.
Le personnel en assure l'administration à partir de 1996.  Le Musée de Prague entame ainsi un nouveau chapitre de son existence de plus de 100 ans. Son très mauvais état oblige à une restauration qui durera 10 ans.

## Description

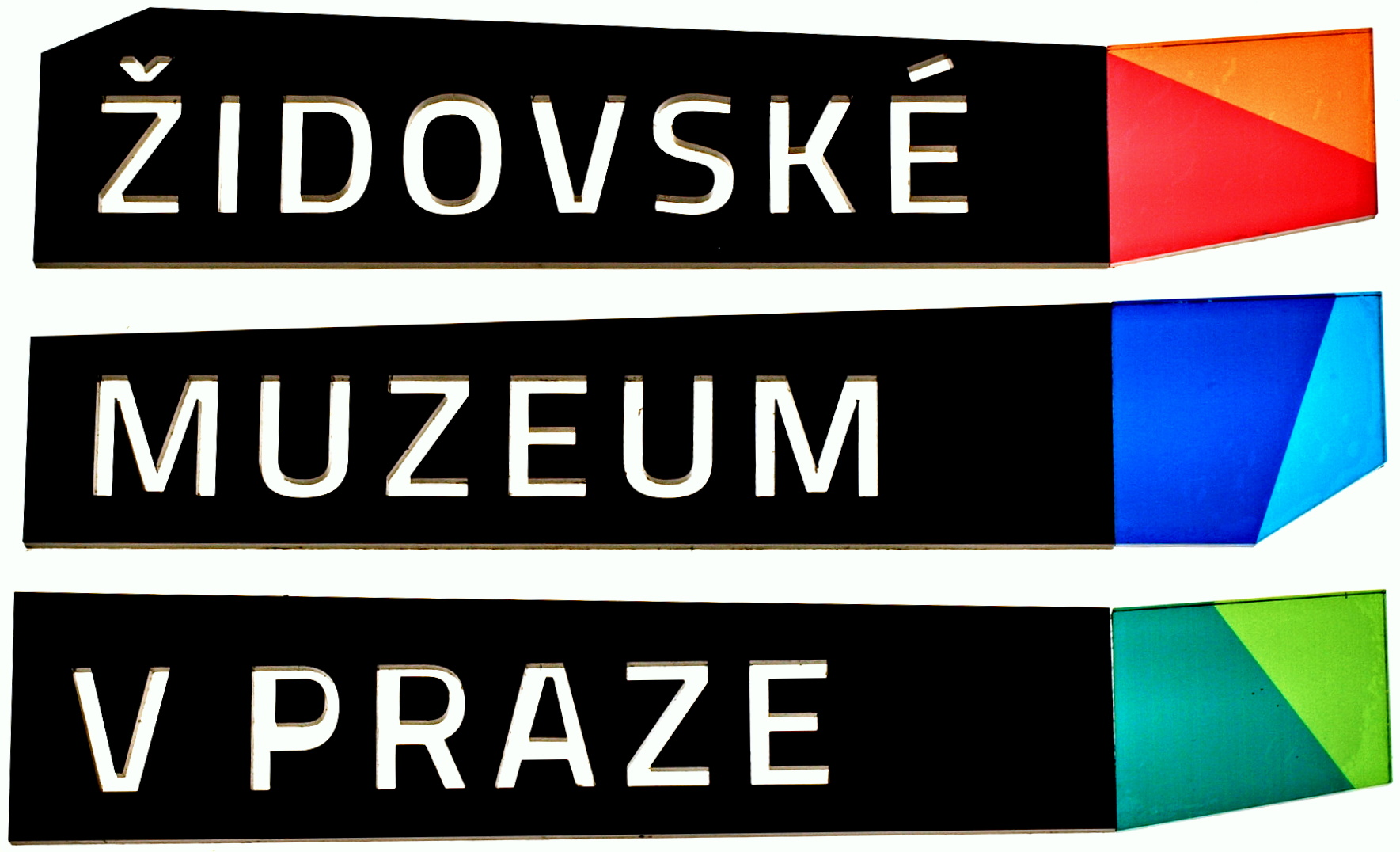
Logo du Musée juif de Prague

Le Musée de Prague fait partie des plus vieux musées juifs d'Europe et est l'un des musées les plus visités de Prague,.
Sa collection de Judaica est l'une des plus importantes au monde, après celle d'Israël, avec environ 40 000 objets, 100 000 livres et un abondant fonds d'archives des histoires des communautés juives tchèques et moraves,.
Le musée « abrite notamment un Parohet (rideau d’Arche sainte) de 1592, le plus ancien connu au monde, ainsi qu’une lignée d’objets cultuels ininterrompue jusqu’au XIXe siècle ».
En 2006, le Musée juif de Prague célèbre son 100e anniversaire avec un programme d'une année de concerts et d'expositions répartis sur une centaine de lieux qui participent au projet.

### Administration
De 1994 jusque dans les années 2000, le Dr. Leo Pavlat est directeur du Musée juif de Prague.
De nos jours, le Musée juif de Prague est le cœur unificateur de la communauté juive de Prague : il administre cinq synagogues historiques rénovées autour du quartier juif : celles de Maisel, de Pinkas (transformée en mémorial en 1959), de Klaus et les synagogues espagnole et vieille-nouvelle, ainsi que la salle de cérémonie Hevra Kadisha (pour les inhumations); le cimetière juif de Prague du XVe siècle ; les archives de la communauté qui se trouvent dans la synagogue de Smíchov ; la galerie Robert Guttmann.
« Même si des composantes ethnographiques existent dans ces collections, l’accent est mis sur des ensembles prestigieux de grande qualité artistique ». 

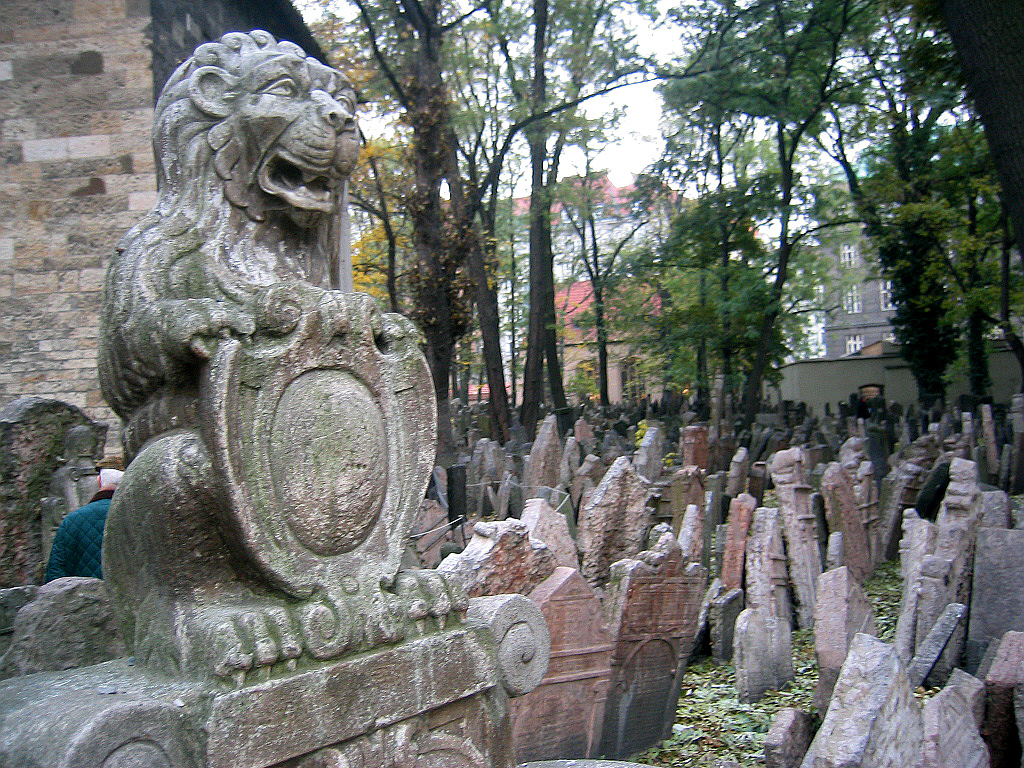
Le cimetière juif de Prague, en fonction de 1478 à 1786, est administré par le Musée juif.
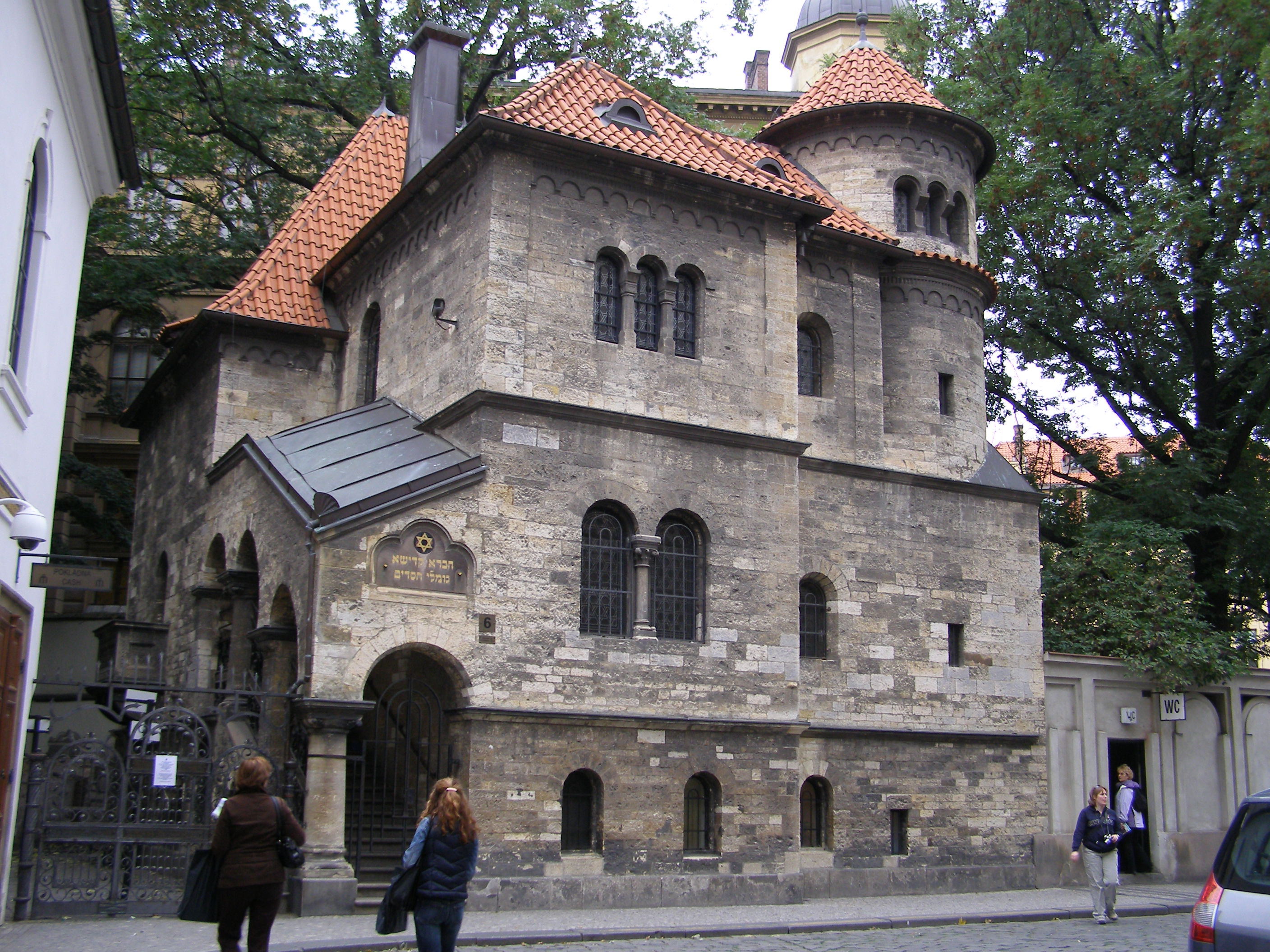
La Synagogue Klaus (1694) de style baroque,t remaniée en 1884.
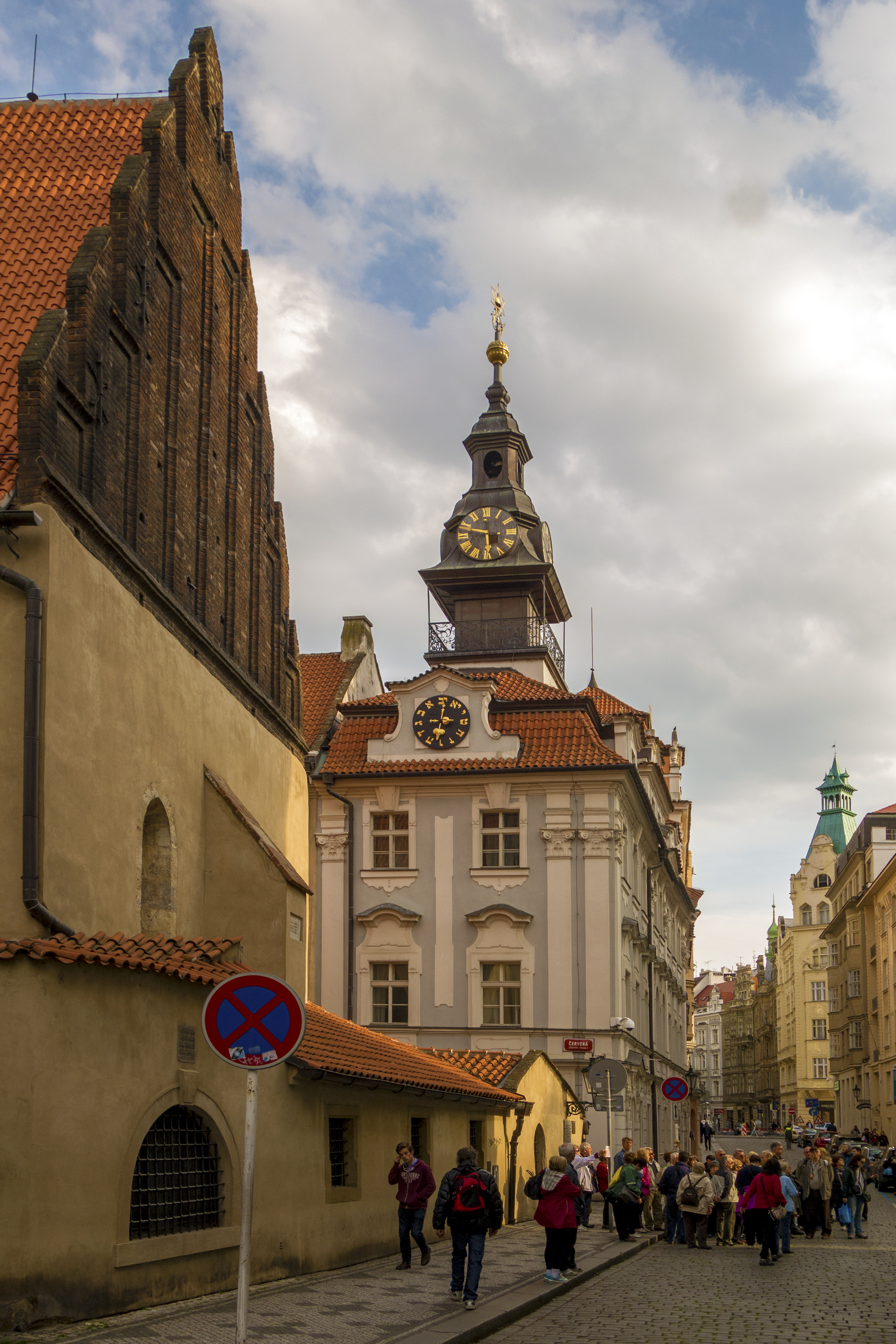
L'Hôtel de Ville juif (1586) de style Renaissance avec une façade Rococo (XVIIIe)
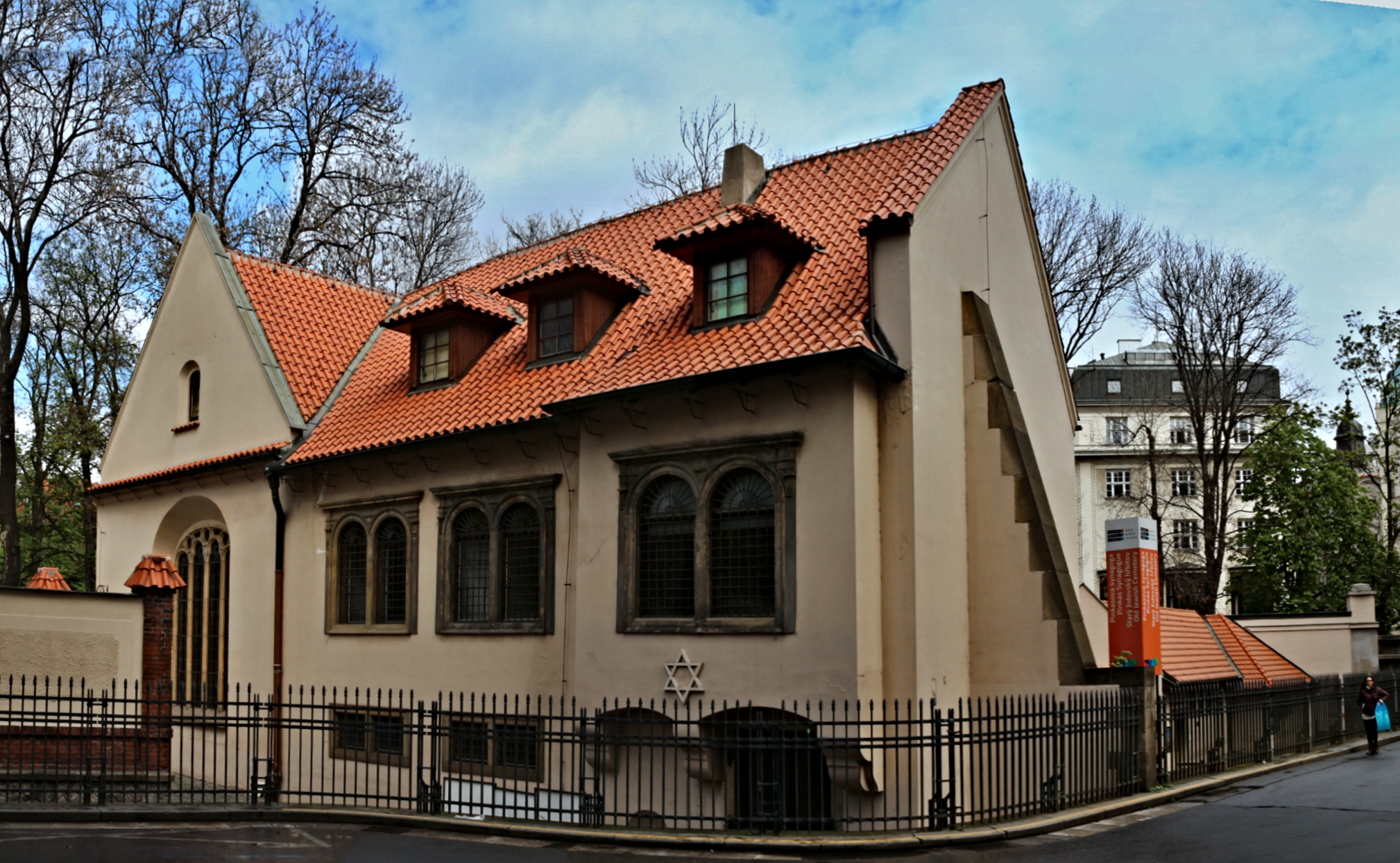
La Synagogue Pinkas (1535), agrandie dans le style gothique tardif.
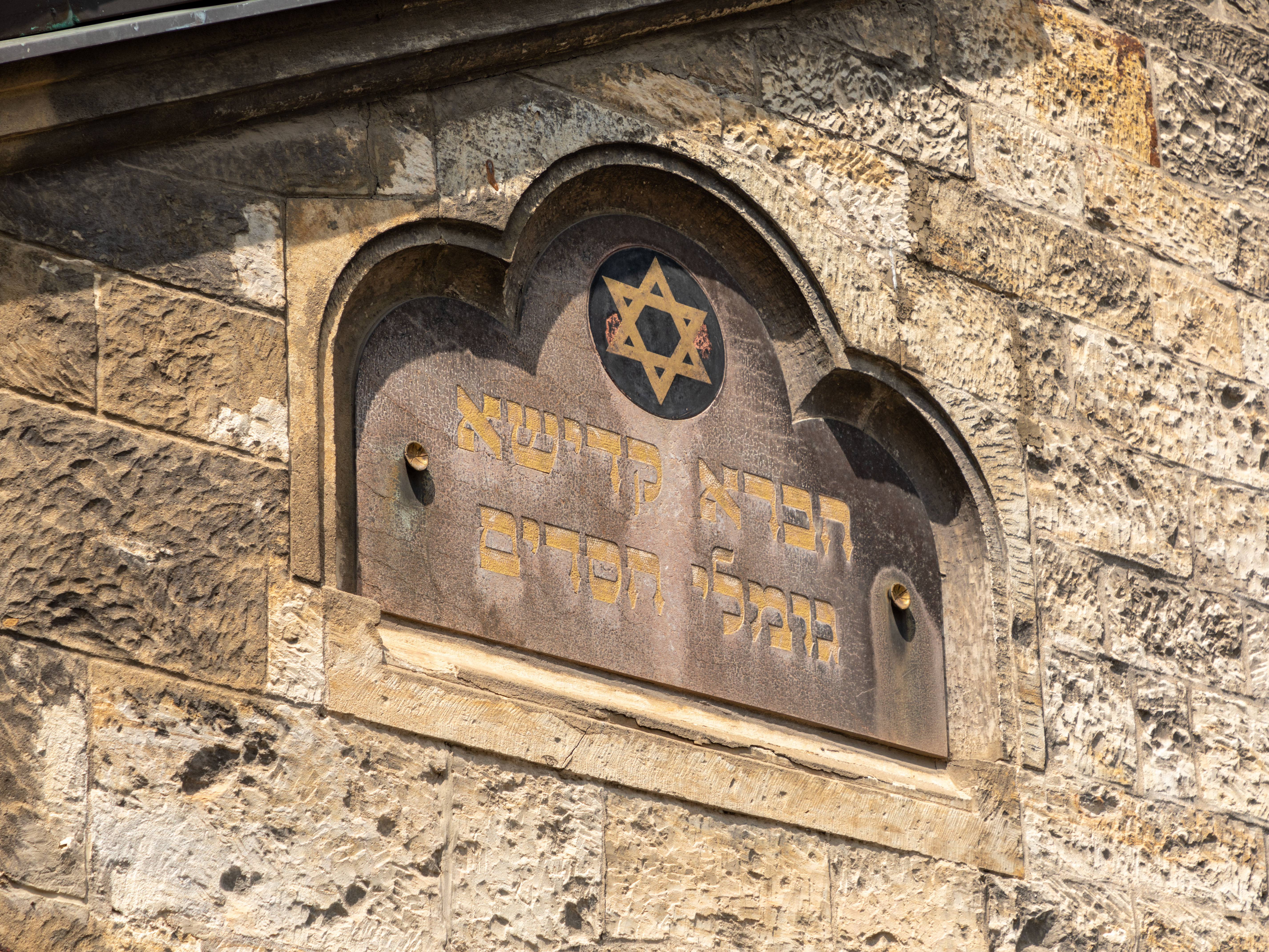
Au fronton du bâtiment de Hevra Kaddisha (1906-1908) de style néo-roman.
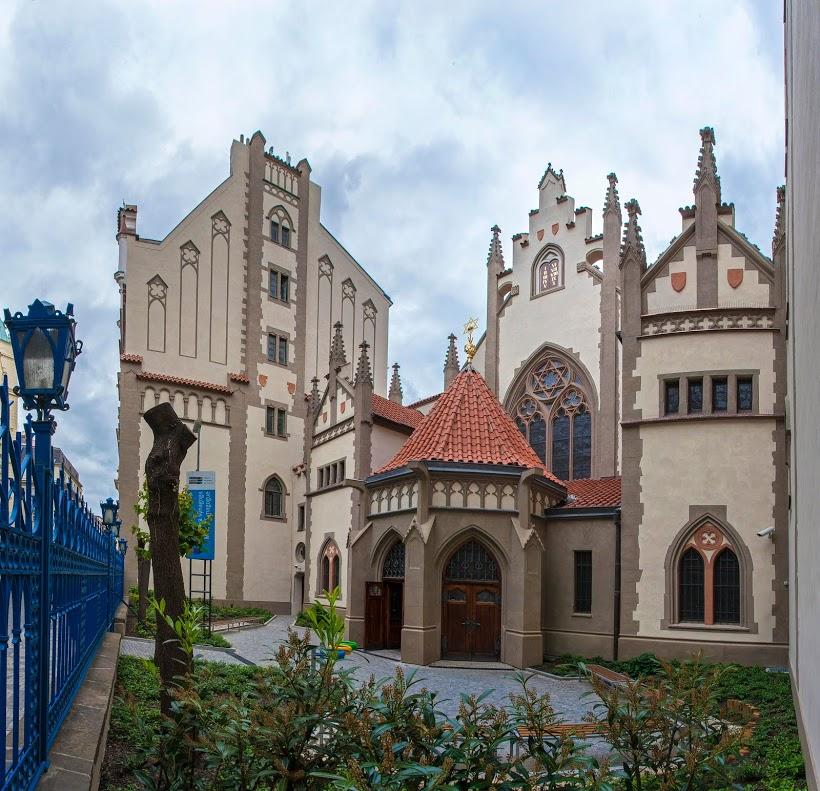
La synagogue Maisel (1590-1592) de style baroque, reconstruite  en 1893-1905 dans le style néo-gothique.
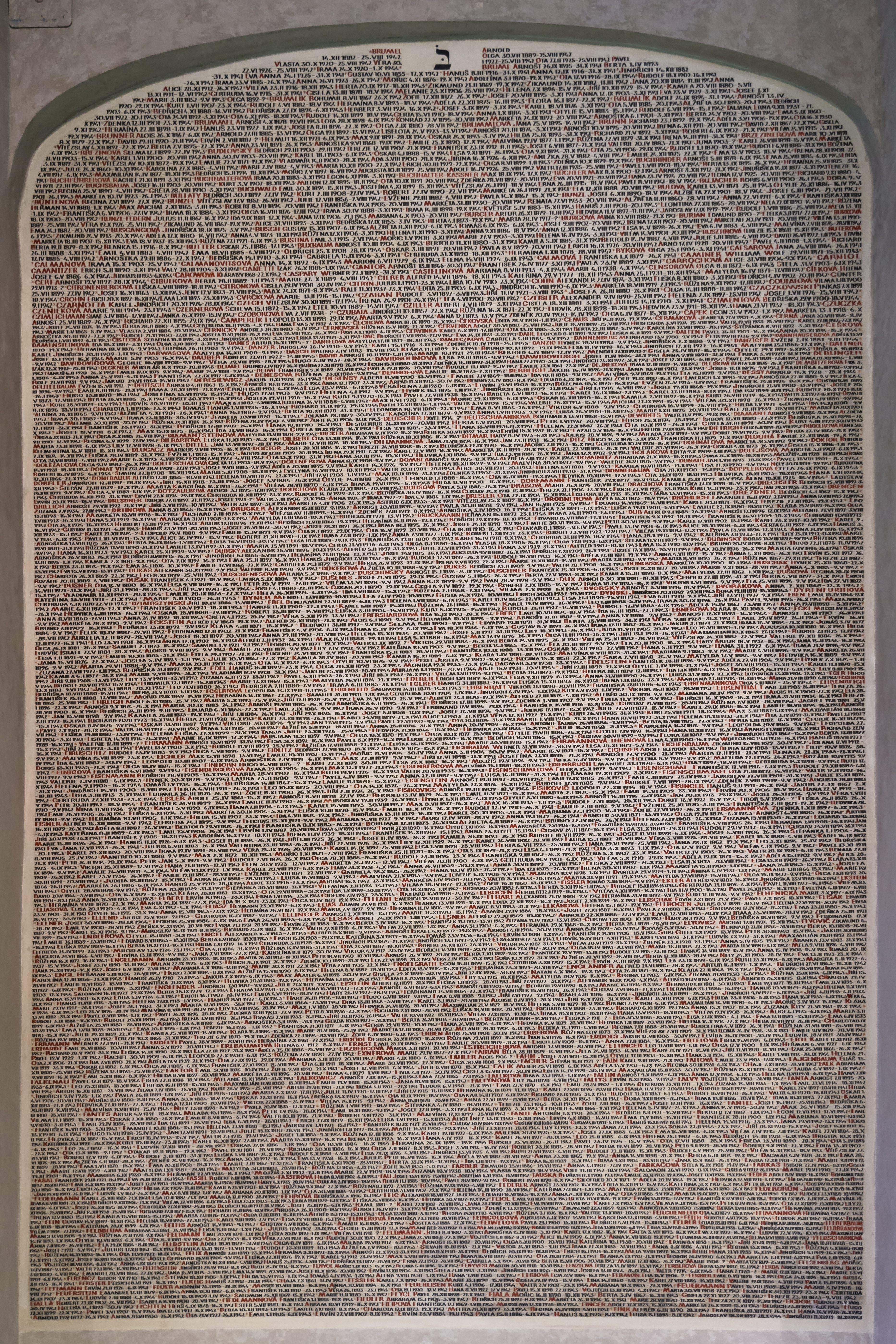
Inscription de milliers de noms de personnes assassinées sur le Mémorial aux victimes de la Shoah dans la synagogue Pinkas

### Exposition:The Precious Legacy
À partir de 1980, l'exposition The Precious Legacy (en) rassemble des artefacts remontant au XVIIe siècle qui avaient été confisqués par l'Allemagne nazie pour le projet de « Musée d'une race éteinte » et qui appartiennent désormais au Musée juif de Prague. L'exposition itinérante d'art judaica tchèque s'ouvre à Manchester au Royaume-Uni, pour se poursuivre aux États-Unis, au Canada, en Israël, en Suède, en Nouvelle-Zélande et en Australie.

### Publication:Judaica Bohemiae
De 1965 à 1993, le Musée juif publie le magazine académique d'impact professionnel intitulé Judaica Bohemiae. Entre 1994 et 2008, il se transforme en annuaire et est publié deux fois par an depuis 2009,.
La revue qui paraît en anglais et en allemand se concentre thématiquement sur l'histoire et la culture des juifs en Bohême et de Moravie (ou dans d'autres pays de l'ancienne monarchie des Habsbourg) du Moyen Âge à nos jours.
Judaica Bohemiae est indexée dans Arts and Humanities Citation Index (Web of Science), Scopus et dans l'European Reference Index for the Humanities (ERIH).